# أندي وايت (مغني)
أندي وايت (بالإنجليزية: Andy White)‏ هو مغني ومغن مؤلف بريطاني، ولد في 28 مايو 1962 في بلفاست في المملكة المتحدة.

## وصلات خارجية
- أندي وايت على موقع ميوزك برينز (الإنجليزية)
- أندي وايت على موقع أول ميوزيك (الإنجليزية)
- أندي وايت على موقع ديسكوغز (الإنجليزية)